# 130067 Marius-Phaneuf
130067 Marius-Phaneuf è un asteroide della fascia principale. Scoperto nel 1999, presenta un'orbita caratterizzata da un semiasse maggiore pari a 2,5588524 UA e da un'eccentricità di 0,2465075, inclinata di 14,97173° rispetto all'eclittica.